# Цалдари, Лина
Лина Цалдари (греч. Λίνα Τσαλδάρη, урождённая Ламброс (греч. Λάμπρου); 1887 — 1981) — греческая политик и государственный деятель; суфражистка, первая женщина-министр социального обеспечения в правительстве Константиноса Караманлиса.

## Биография
Родилась в 1887 году в Афинах в семье политика Спиридона Ламброса (1851—1919), который был премьер-министром Греции с 27 сентября 1916 по 21 апреля 1917 года; внучка Павлоса Ламброса.
Занималась политической деятельностью. С января 1953 по апрель 1967 года избиралась в греческий парламент. C 29 февраля 1956 года по 5 марта 1958 года была министром социального обеспечения в правительстве Константиноса Караманлиса. Во время военной хунты, в 1967—1974 годах, парламентская деятельность в стране была прекращена и Лина Цалдари была делегатом Греции в Организации Объединенных Наций.
Была замужем за греческим политиком-республиканцем Панагисом Цалдарисом, дважды занимавшим пост премьер-министра Греции в 1932—1935 годах. 
Умерла от инсульта 17 октября 1981 года.